# Peșteră Meziad

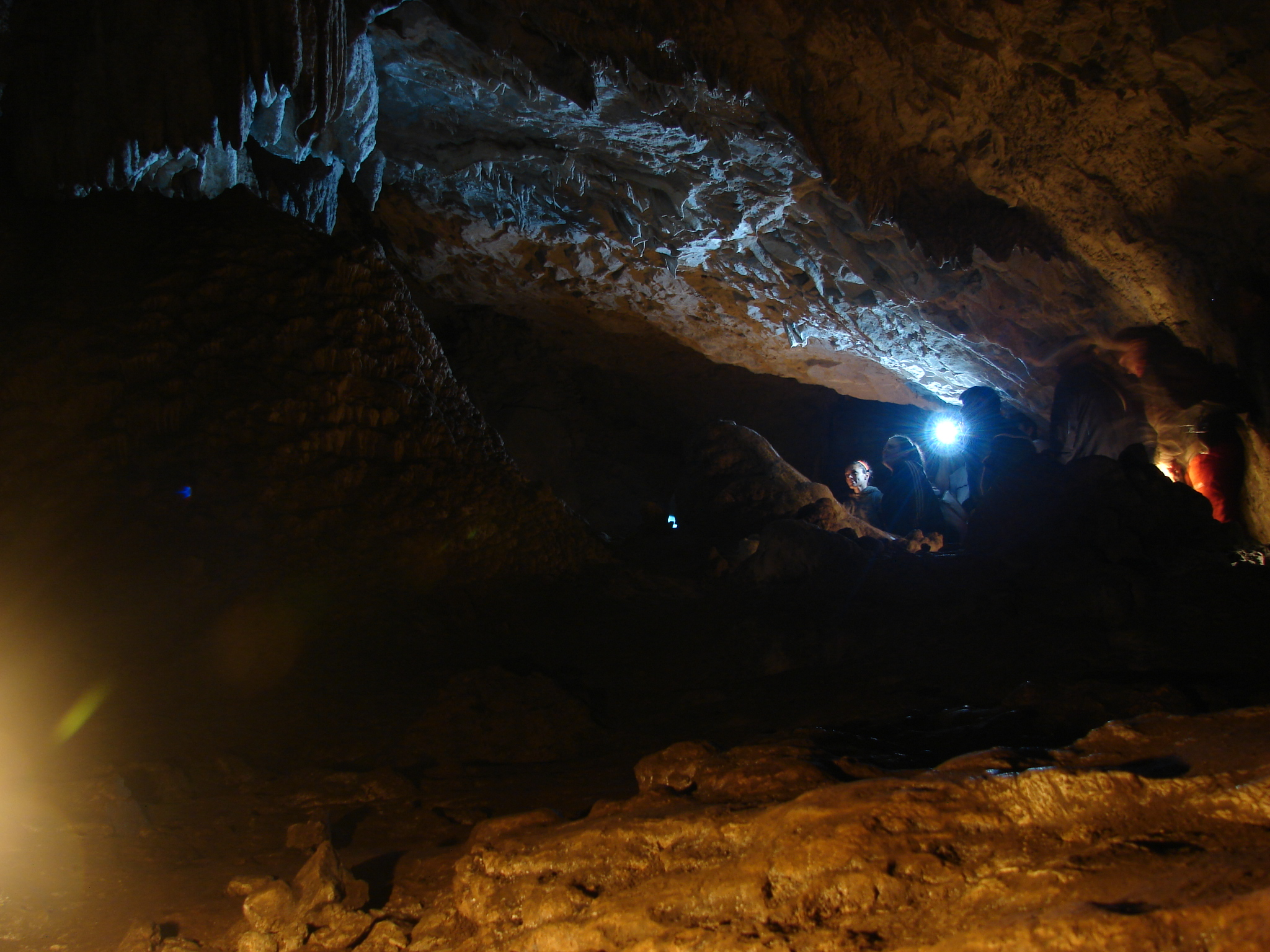
Jaskinia Peștera Meziad wewnątrz

Peștera Meziad – jaskinia krasowa w północno-zachodniej Rumunii, w pasmie górskim Pădurea Craiului.
W Peștera Meziad występuje interesująca szata naciekowa oraz duże misy naciekowe.